# Philippe Grandcolas
Philippe Grandcolas, actuellement directeur de recherche au CNRS, est un écologue et systématicien de formation. Il a coordonné des équipes de recherche pluridisciplinaires, participe à des instances internationales d'évaluation et de suivi de la biodiversité, visant notamment à guider les politiques de conservation dans un contexte de crise écologique et climatique. Il s'implique dans la vulgarisation scientifique dans le domaine de la biodiversité et est lanceur d'alerte (sur l'urgence climatique et sur la gravité et la vitesse de l'effondrement des populations d'arthropodes, insectes notamment).

## Éléments de biographie
Né le 7 mai 1964 à Granville, Philippe Grandcolas est un écologue et systématicien spécialiste du sujet de la biodiversité et de l'évolution. 
En 1986, il obtient un DEA en écologie à l'Université Paris XI et à l'École normale supérieure, puis il a produit une thèse de doctorat (1991), à l'Université de Rennes. Il s'intéresse à l'éthologie et à la biologie de l'évolution. En 1999, il obtient une habilitation à diriger des recherches (à l'Université Paris VI) et rejoint des laboratoires associés au CNRS et au Muséum national d'histoire naturelle de Paris, à l'Institut de Systématique, Évolution, Biodiversité, MNHN CNRS UPMC EPHE. Il se spécialise dans l'analyse phylogénétique et la systématique des insectes, notamment ceux du groupe des dictyoptères.

## Travaux et contributions scientifiques
Il a créé et dirigé durant une décennie l'Institut de Systématique, Évolution, Biodiversité (ISYEB), qui est une unité mixte associant le CNRS, le Muséum national d'Histoire naturelle, Sorbonne Université, l'École Pratique des Hautes Études et l'université des Antilles. 
Il a ensuite été directeur de recherche au CNRS, et directeur adjoint scientifique de l'Institut Écologie et Environnement du CNRS (qui regroupe une centaine de laboratoires et environ 7 000 personnes). 
Il a notamment produit des études et tests phylogénétiques,,, d'hypothèses évolutives, et travaillé sur le comportement des insectes ainsi que la recherche sur l'origine et la structuration des biotes insulaires et de leur endémisme ou micro-endémisme (en Nouvelle Calédonie notamment),,,. 
Il s'est intéressé à l'évaluation de la biodiversité (dont via l'étude des sons de la nature),,,.
Il promeut l'ouverture et la pérennité des données biologiques dans le cadre de la « biologie numérique » et participe activement à des instances internationales dédiées à la biodiversité, telles que GBIF et l'IPBES.
Il fait partie des scientifiques qui alertent sur l'urgence climatique (par exemple le « World scientists' warning of a climate emergency » en 2020).

## Œuvre écrite
Outre de multiples publications scientifiques (plus de 150 articles publiés dans des revues internationales, dont l'importance est évaluée par un indice h de 34) et des ouvrages collectifs et des volumes spécialisés (par exemple ouvrage coordonné sur la conservation de la biodiversité et la systématique phylogénétique), il s'est aussi consacré à la vulgarisation scientifique (y compris via des cours, conférences, interviews…).
Il est notamment connu pour ses travaux sur la biodiversité, le biais taxonomique (qui persiste dans la littérature scientifique), ses approches de la systématique des insectes (dont par exemple les criquets, termites, blattes et de certains de leurs symbiotes…

### Ouvrages
- Tout comprendre (ou presque) sur la biodiversité (2023, CNRS Éditions).
- Le sourire du pangolin. Ou comment mesurer la puissance de la biodiversité (2021, CNRS Éditions).

### Vidéographie
- LIMIT, « Ce que vous ignorez... sur la Vie - interview de Philippe Grandcolas par Vinz Kanté », 6 avril 2025 (consulté le 7 avril 2025).